# Ed Warner's Cage
Ed Warner's Cage est un groupe de punk rock français. Le groupe compte au total 5 disques sous forme de splits vinyle et/ou CD et un album, Iera Anagrafh, sorti en 2008.

## Biographie
Le groupe est formé en 2002 et composé de 5 musiciens : un batteur, un bassiste, deux guitaristes et un chanteur et claviériste. Le nom du groupe fait référence au gardien de but présent dans le manga Captain Tsubasa. En 2004, ils sortent un split EP avec le groupe Rookie Rock Radio. En 2008, ils sortent leur album, Iera Anagrafh. Le groupe cessera ses activités par la suite.
Son style musical mêle punk hardcore, emo avec une note de math rock voir de rock progressif et parfois un petit côté stoner rock. Ils ont déjà été comparé[Par qui ?] à At the Drive-In, Songs of Zarathustra, Death of Anna Karina, The Flying Worker ou Orchid. L’alchimie musicale tourne entre rage, furie et passages plus lents, entêtants, planants et mélodiques sans trop prendre en compte les banales structures couplet/refrain et sans se soucier des cassages d’ambiance ou de tempo.

## Discographie
- 2003 : Singing I Love Rock 'n' Roll
- 2004 : Split EP avec Rookie Rock Radio
- 2007 : Split Série – Story 1, Story 2 et Story 3
- 2008 : Iera Anagrafh